# Arrondissement de Pambal

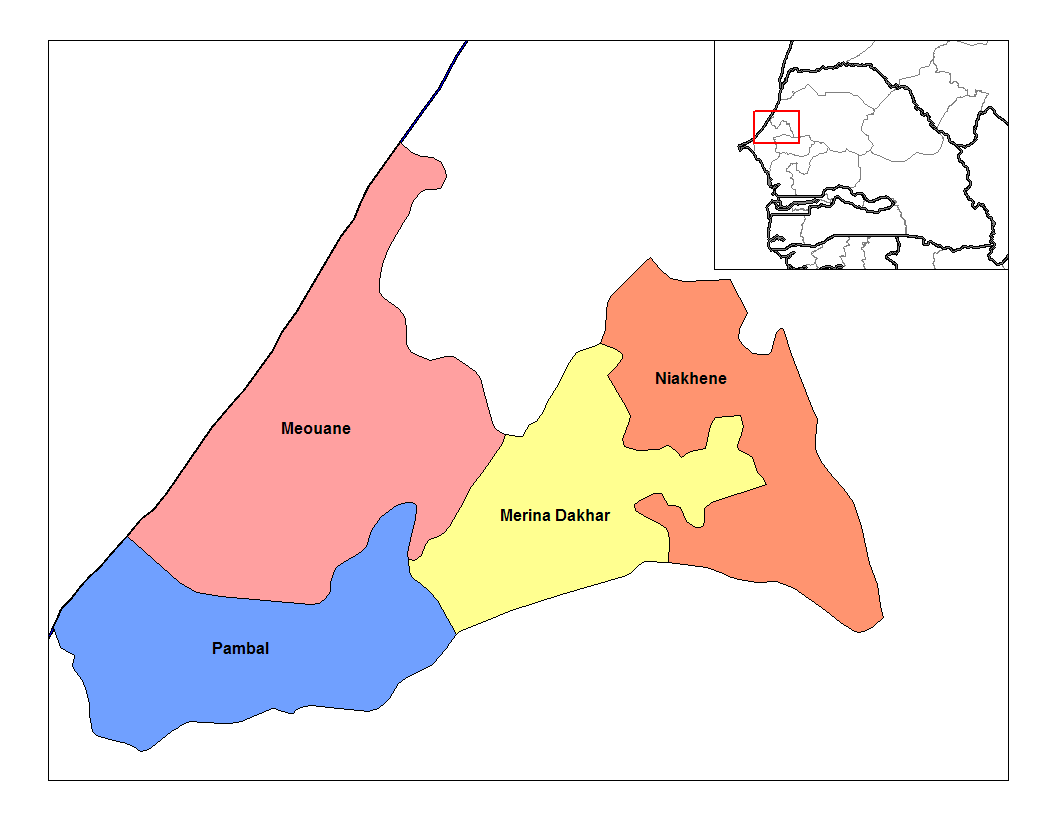
Carte des arrondissements du département de Tivaouane. Pambal est en bleu.

L'arrondissement de Pambal est l'un des arrondissements du Sénégal. Il est situé au sud-est du département de Tivaouane dans la région de Thiès.
Il se trouve dans la zone géographique des Niayes, avec un accès à l'Océan sur la Grande-Côte.
Il compte quatre communautés rurales :
- Communauté rurale de Notto Gouye Diama
- Communauté rurale de Mont-Rolland
- Communauté rurale de Pire Goureye
- Communauté rurale de Chérif Lo

Son chef-lieu est Pambal.